# Ураи-Кёхальми, Каталин
Каталин Ураи-Кёхальми (венг. Uray-Kőhalmi Katalin; 11 марта 1926 года, Вена — 17 февраля 2012) — венгерская учёная-монголовед.

## Биография
Родилась в 1926 году. Работала в Венгерской академии наук, область научных интересов — степняки и ориенталистика. Исследования касались фольклора, образа жизни, кочевого уклада и появления у кочевников государственности, а также интерпретации археологических находок. Занималась маньчжурологией и тунгусоведением. Возглавляла комиссии при академии наук и научные журналы (в частности, журнал «Шаман»). Работала в Германии. Имела более полутора сотен публикаций (в основном, научные статьи в период с 1952 по 2005 годы).
Умерла в 2012 году.

## Семья
С 1949 года была замужем за профессором-тибетологом Гёзой Ураем (ум. 1991). Двое детей — сын Гашпар (ум. 2003) и дочь Пирошка.